# العلاقات البوسنية الهندية
العلاقات البوسنية الهندية هي العلاقات الثنائية التي تجمع بين البوسنة والهرسك والهند.

## مقارنة بين البلدين
هذه مقارنة عامة ومرجعية للدولتين:
| وجه المقارنة                                              | البوسنة والهرسك                                             | الهند                       |
| --------------------------------------------------------- | ----------------------------------------------------------- | --------------------------- |
| المساحة (كم2)                                             | 51.20 ألف                                                   | 3.29 مليون                  |
| عدد السكان (نسمة)                                         | 3.51 مليون                                                  | 1.35 مليار                  |
| الكثافة السكانية (ن./كم²)                                 | 68.55                                                       | 410.33                      |
| العاصمة                                                   | سراييفو                                                     | نيودلهي                     |
| اللغة الرسمية                                             | اللغة البوسنوية، اللغة الكرواتية، اللغة الصربية             | اللغة الهندية، لغة إنجليزية |
| العملة                                                    | مارك بوسني                                                  | روبية هندية                 |
| الناتج المحلي الإجمالي (بليون دولار)                      | 18.17 مليار                                                 | 2.60 تريليون                |
| الناتج المحلي الإجمالي (تعادل القوة الشرائية) بليون دولار | 41.35 مليار                                                 | 8.00 تريليون                |
| الناتج المحلي الإجمالي الاسمي للفرد دولار أمريكي          | 4.25 ألف                                                    | 1.60 ألف                    |
| الناتج المحلي الإجمالي للفرد دولار أمريكي                 | 10.43 ألف                                                   | 5.70 ألف                    |
| مؤشر التنمية البشرية                                      | 0.733                                                       | 0.609                       |
| رمز المكالمات الدولي                                      | +387                                                        | +91                         |
| رمز الإنترنت                                              | .ba                                                         | .in، .भारत ‏، .بھارت ‏،        |
| المنطقة الزمنية                                           | توقيت وسط أوروبا، ت ع م+01:00، ت ع م+02:00، أوروبا/سراييفو ‏ | ت ع م+05:30، توقيت الهند    |

## منظمات دولية مشتركة
يشترك البلدان في عضوية مجموعة من المنظمات الدولية، منها:
| علم المنظمة | اسم المنظمة                        | تاريخ انضمام البوسنة والهرسك | تاريخ انضمام الهند |
| ----------- | ---------------------------------- | ---------------------------- | ------------------ |
|             | يونسكو                             | 2 يونيو 1993                 | 4 نوفمبر 1946      |
|             | مؤسسة التمويل الدولية              | 25 فبراير 1993               | 20 يوليو 1956      |
|             | منظمة حظر الأسلحة الكيميائية       | ?                            | ?                  |
|             | مؤسسة التنمية الدولية              | 25 فبراير 1993               | 24 سبتمبر 1960     |
|             | وكالة ضمان الاستثمار متعدد الأطراف | 19 مارس 1993                 | 6 يناير 1994       |
|             | الاتحاد البريدي العالمي            | ?                            | ?                  |
|             | منظمة الشرطة الجنائية الدولية      | ?                            | ?                  |
|             | الأمم المتحدة                      | 22 مايو 1992                 | 30 أكتوبر 1945     |
|             | الاتحاد الدولي للاتصالات           | 20 أكتوبر 1992               | 1869               |
|             | البنك الدولي للإنشاء والتعمير      | 25 فبراير 1993               | 27 ديسمبر 1945     |

## وصلات خارجية
- موقع وزارة الخارجية البوسنية
- موقع وزارة الخارجية الهندية